# 鄢岗镇
鄢岗镇，是中华人民共和国河南省信阳市商城县下辖的一个乡镇级行政单位。

## 行政区划
鄢岗镇下辖以下地区：
鄢岗村、曹寨村、刘双楼村、汪寨村、余家寨村、李楼村、北杨桥村、长冲村、肖寨村、周寨村、尹岗村、土埂村、冯寨村、山坎村、西李集村、徐寨村、祁楼村、崔楼村、高台村、砂岗村、蔡楼村和阮岗村。